# Juurikkajärvi (sjö i Ranua, Lappland)
Juurikkajärvi är en sjö i kommunen Ranua i landskapet Lappland i Finland. Sjön ligger 142,1 meter över havet. Arean är 57 hektar och strandlinjen är 4,29 kilometer lång. Sjön  ingår i Simo älvs huvudavrinningsområde.   Den ligger omkring 53 kilometer sydöst om Rovaniemi och omkring 660 kilometer norr om Helsingfors.  